# チェルシークリークの戦い
チェルシークリークの戦い（チェルシークリークのたたかい、英: Battle of Chelsea Creek、またはヌードル島の戦い、英: Battle of Noddle's Island、ホグ島の戦い、英: Battle of Hog Island、チェルシー河口の戦い、英: Battle of the Chelsea Estuary）は、アメリカ独立戦争ボストン方面作戦では2つ目の戦闘である。1775年5月27日から28日に、ボストン半島の北東にあるチェルシークリークと、ボストン港の塩性沼沢、干潟および島々で戦われた。この地域の大半は後世の埋め立てによって本土と結合されており、現在ではイーストボストン、チェルシー、ウィンスロップ、リビアの一部になっている。
アメリカの植民地人はこれらの島にいた家畜や干草をイギリス軍正規兵の届く範囲から遠ざけることにより、ボストン包囲戦を強化するという目標を達成した。この戦闘でイギリス海軍の武装スクーナーダイアナも破壊され、その兵器は植民地側が押収した。独立戦争では初の軍船捕獲となり、植民地軍の士気を大いに高めることになった。

## 背景
4月19日のレキシントン・コンコードの戦いが行われた結果、ニューイングランド中からボストンを取り囲む町々に何千もの民兵が集まってきた。これらの民兵はそのままボストン周辺に留まってその数は増え続け、ボストン半島に近い陸地を全て封鎖した結果、ボストンのイギリス軍を包囲することになった。ボストンの港湾側はイギリス海軍の支配下にあったので、イギリス軍はノバスコシアやプロビデンスなど各地から物資を船で運び入れることはできていた。イギリス艦隊が海上権を支配し、この年春の植民地軍には海軍が全く無かったために、植民地軍はイギリス軍の船舶による輸送を止めるためにはほとんど何もできなかった。
ボストン市より海岸地域やボストン港に浮かぶ島にいた農夫達は、海上からのイギリス軍の脅威に曝されていたために、一旦包囲戦が始まると脆弱な位置付けになった。もし彼らがその家畜をイギリス軍に売ったりすれば、愛国者達からはロイヤリストと見なされただろうが、イギリス軍への売却を拒めば、イギリス軍から反乱者と見なされ、襲撃隊が来て単純に欲しいものを持っていくことになるだけだった。5月14日、ジョセフ・ウォーレンが指導するマサチューセッツ湾安全委員会は次のような命令を発した。
チェルシークリークの戦いが起こる数日前、包囲軍の指揮官ウォーレンとアートマス・ウォード将軍が、ボストンの北東、チャールズタウンの東にあるヌードル島とホグ島を視察した。そこにはイギリス軍がおらず、多くの家畜だけがいた。他の海岸地域にいる動物はその所有者によって内陸に移動させられていた。5月21日、イギリス軍が干草や家畜を得るために、ウェイマスに近いボストン港外郭にあるグレープ島に船で部隊を派遣したが、近くの町から結集した民兵隊に追い払われた。民兵は家畜を移動させ、島にあった干草は焼いた。
ボストン周辺のイギリス海軍はサミュエル・グレイブス海軍中将の指揮下にあった。イギリス海兵隊はジョン・ピトケアン少佐が指揮していた。イギリス軍全体はトマス・ゲイジ総督が指揮していた。グレイブスは干草や家畜の他にも、ヌードル島の倉庫を海軍の重要な補給品を蓄える場所として採用しており、「この重大事にそれに代えられるものがほとんど有り得ない」ために保存が重要なことと考えていた。

## 戦いの前夜

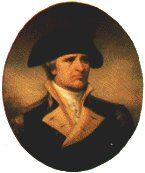
植民地軍遠征隊を率いたジョン・スターク大佐

グレイブス提督は植民地軍が島に上陸してくるという情報に反応してヌードル島近くに哨戒艇を配置した。それらは海兵隊の派遣部隊を載せる長艇だった。イギリス軍正規兵あるいは海兵が海軍物資を守るためにヌードル島に駐屯していたかについては、歴史資料で食い違いがある。
安全委員会の言及していた「現在メドフォードにある連隊」とは、ウィンターヒル近くに駐屯しメドフォードを本拠とする約300名からなるジョン・スターク大佐が指揮する第1ニューハンプシャー連隊だった。スタークとその連隊はウォード将軍からの指示を受けて、5月27日真夜中過ぎにミスティック川にかかる橋を渡った。その進路はチェルシークリークからは遥か北、マルデンや現在のエバレットやリビアの町の一部を抜けていった。その行軍中に地元民兵が合流した可能性が強い。ホグ島は現在のベル島保護湿地に近いベル島クリークの干潟を通って干潮時に東から行くことができた。この渡河はグレイブスの哨戒艦艇に気付かれずにおこなわれた。
スタークは午前10時にその部隊をホグ島に向けて移動させ始め、その部隊兵の大半には家畜をまとめるよう指示し、30名の兵士と共にクルックドクリークを渡ってヌードル島に向った。スタークの小さな部隊はヌードル島で散開し、見つけた家畜は殺し、干草や納屋には火をつけた。

## 戦闘

### 島
イギリス軍は燃える干草の煙を視認したときに先ず気付いた。旗艦HMSプレストンに乗っていたグレイブス中将は午後2時頃に煙を認めてヌードル島に上陸している防衛海兵隊に合図を送り、その海兵隊がスタークの散開していた部隊と交戦した。グレイブスはまた甥のトマス・グレイブス海軍大尉が指揮していたスクーナーのダイアナには、チェルシークリークを遡ってその作戦を支援し、植民地軍の退路を遮断するよう命令した。最終的に上陸した海兵は合わせて400名ほどになり、隊列を組んで体系的にスターク部隊を東に追い返す動きを始めた。植民地軍は戦わずに逃亡し、クルックドクリークまで後退した。そこで沼地の溝に入り、強力な防御陣地から追跡してくるイギリス軍に発砲した。それに続いて打ち合いが生じ、「沼地の溝に入った」植民地軍は「イギリス軍が退却するまで果敢に戦い」続けた。
海兵隊はその陣地からヌードル島の内部に後退し、スターク隊はクルックドクリークを離れてホグ島にいた主力に合流した。ダイアナなどの艦船はチェルシークリークを北東に進み追跡を続けた。日没までに数百頭の牛、羊および馬がホグ島から本土に移された。日没頃にはまたダイアナもクリークの浅瀬に座礁するのを防ぐ為に方向を転じた。しかし、グレイブス海軍大尉は動けなくなって援助を要求する必要性を認識し、信号旗を揚げた。グレイブス中将は海兵を乗せたバージにクリークに入ってダイアナをスループのブリタニアと共に引き出し、テンダーボートのHMSサマセット（グレイブスのもう一人の甥であるジョン・グレイブス指揮）には火力で援助するよう命令した。
各種の艦船を派遣した時間については史料によって違うことに注目すべきである。多くの史料（中でもFrothinghamとA Documentary History of Chelsea）は、ダイアナ、ブリタニアおよびバージが全て同時に出発したと記し、NelsonとKetchumはおそらくより最近の研究に基づいて上記のような記述になっている。

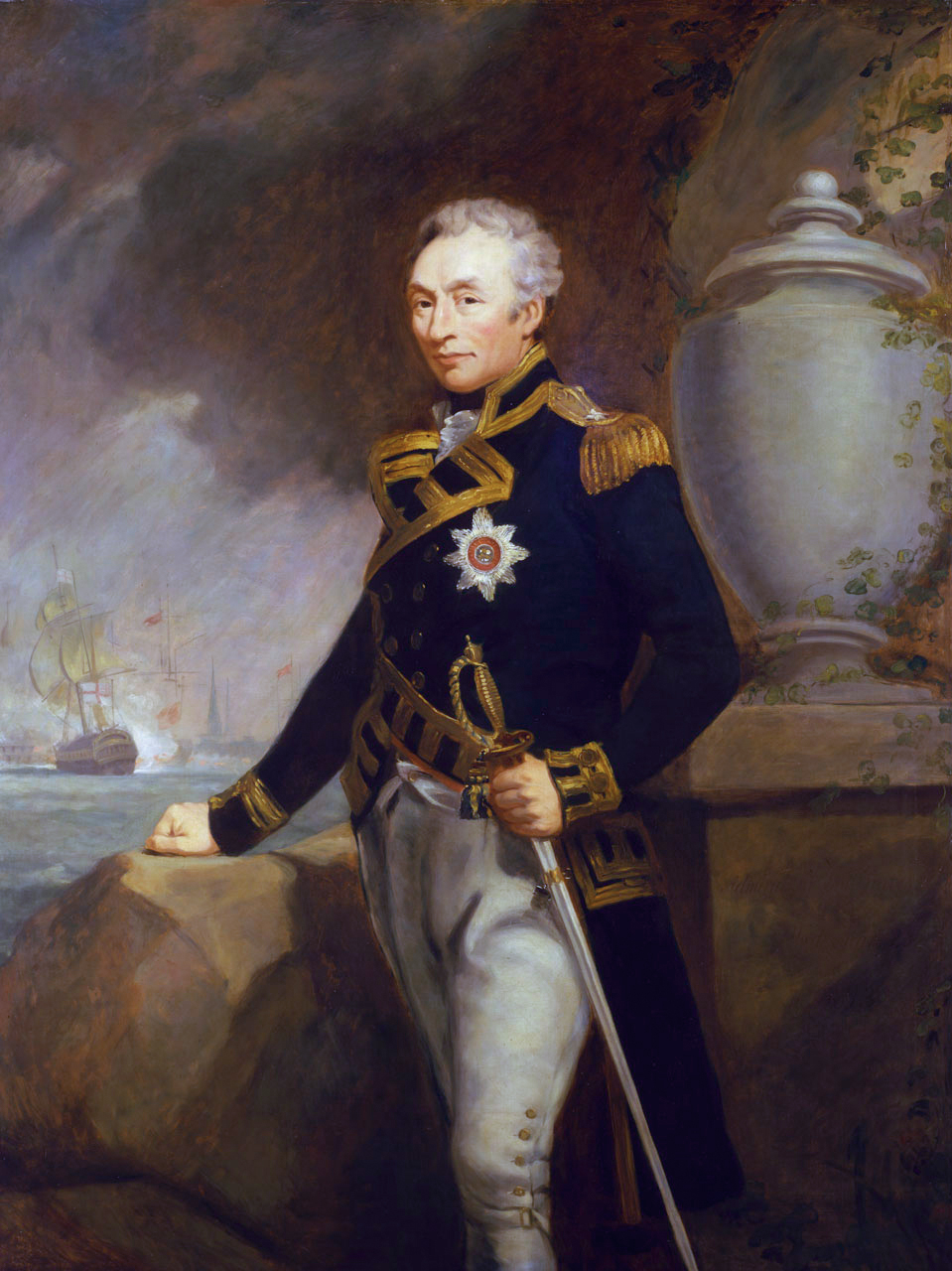
トマス・グレイブス、スクーナーのダイアナを指揮していた

### 本土海岸
スターク隊のある者は家畜を海岸からさらに内陸に追っていっていた。他の者がダイアナが難渋していることに気付き、援軍を要求した。イズラエル・パットナム将軍とおよそ1,000名の部隊（ジョセフ・ウォーレンを含む）がチェルシークリーク河口のダイアナに近い海岸に来た。そこは現在のチェルシーがマクアードル橋でイーストボストンに繋がる所である。パットナムが腰まで浸かりながら港に入っていって、ダイアナの水夫に降伏するならば寛恕を与える提案をしたが、ダイアナの大砲は発砲を続け、深度の深い所まで引き出す試みも続けられた。植民地軍は海岸に据えられた2門の野砲の助けを得てダイアナへの発砲を続けた。ブリタニアおよびヌードル島に揚げられたイギリス軍の野砲が砲撃に加わった。午後10時頃、激しい砲撃のためにイギリス軍の漕ぎ手はダイアナ救出の試みを放棄することを余儀なくされた。ダイアナは漂流し、チェルシー海岸のミスティック川近くで再度座礁し、一方に傾いた。グレイブス海軍大尉はダイアナを放棄し、乗組員をブリタニアに乗り移らせた。ブリタニアはうまく深度のあるところまで引き出された。
植民地軍がダイアナに乗船すると直ぐに大砲、艤装、帆、衣類および金など貴重品を持ち出した。彼らは炊きつけとするために船尾に干草を置き、再びイギリス軍に取り返されることを防ぐために午前3時頃に火が放たれた。回収された大砲は恐らくバンカーヒルの戦いで大陸軍が使用することになった。

## 戦いの後
この小戦闘はアメリカ独立戦争で植民地軍が初めて野砲を使ったものとなった。植民地軍に戦死者はおらず、少数の者が負傷しただけであり、その士気はダイアナを捕獲し破壊したことで大いに上がった。この戦闘はイズラエル・パットナムの名も上げ、この戦闘の報告書のお陰もあって第二次大陸会議はパットナムの大陸軍将軍への推挙を全会一致で承認した。
ゲイジ将軍はロンドンに送った報告書で、「2名が戦死し、数名が負傷した」と書いた。しかし、他の史料は明らかに誇張して、より大きな損失を報告している。「イギリス正規軍は200名足らずの戦死と負傷を含め多くの損失を蒙ったと言われている。この損失は恐らく大きく誇張されているが、植民地には大きな効果があった。この戦闘は植民地人にとって小さな勝利というだけではなく、かつてないくらい勇気付けられるものになった。」ゲイジはボストンのコップの丘に大砲を据えるよう命じ、グレイブス中将にはボストンとチャールズタウンの間の浅い水域に停泊していたHMSサマセットを、ボストンより東の深い水域に移動させ、陸からの砲撃があった場合により操船が容易になるようにした。また遅ればせながら分遣隊をヌードル島確保のために派遣した。植民地軍はそれより先に島にある価値ある物はなんでも取り去るか破壊するかしていた。

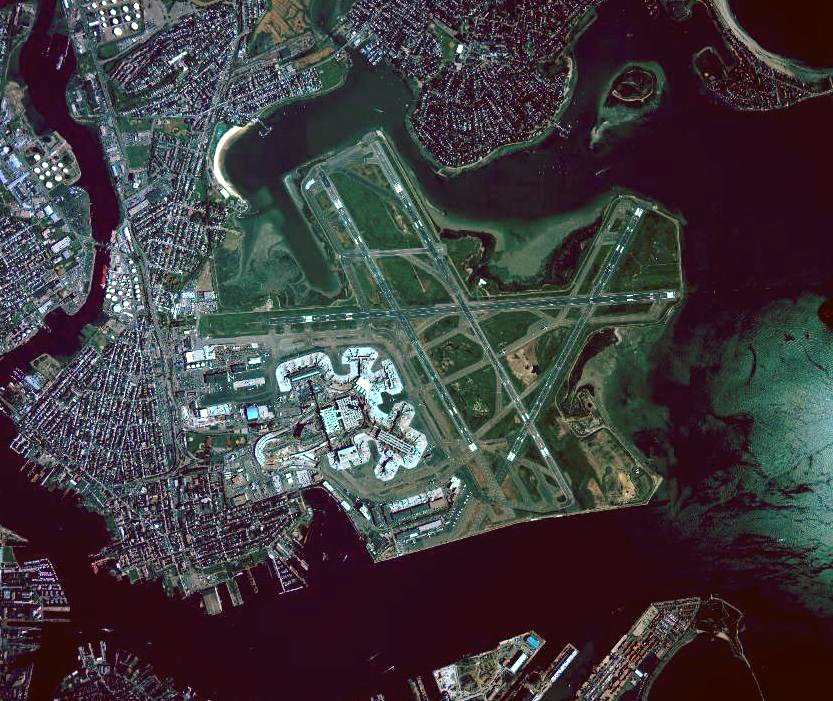
現在のイーストボストンの衛星写真。上方左にみえる細い首部がヌードル島とホグ島の境界である。ホグ島と本土の境界はさらに北にあり、この写真からは外れている。

## 地形の変化
アメリカ独立戦争から時代を経て、ボストン地域の地形は大きく拡張され、ホグ島とヌードル島ももはや島ではなくなった。19世紀および20世紀初期、ヌードル島とホグ島を隔てていた海峡が埋め立てられ、ホグ島と本土の間の海峡も20世紀前半に埋め立てられた。現在の地理では、イーストボストンのオリエントハイツ地区がホグ島にあたる。イーストボストンの他の陸地の大半は当時のヌードル島である。
チェルシークリークでダイアナの残骸を突き止める試みが行われたが、戦闘後の長い年月の間に川の浚渫が行われ、工業用地に使われてきたので、その残骸と識別されるものは見つからなかった。2009年、アメリカ合衆国国立公園局は残骸を見つけるための州が指導する動きに予算を与えた。

## その他の参考資料
- The above-cited Documentary History of Chelsea, in addition to the analysis and recounting of this action based on reliable accounts, contains in an appendix a variety of first-person accounts that vary considerably in their quality and reliability.
- Henry Harrison Metcalf, John Norris McClintock (eds), Oris Grant Hammond (compiler) (1918). The Granite State Monthly, volumes 50-51 (1918-1919). Granite Monthly Co This bound periodical contains an account of the action.